# Pacto ABC
El Pacto ABC, cuyo nombre oficial era Pacto de No Agresión, Consulta y Arbitraje, toma su nombre de las iniciales de Argentina, Brasil y Chile, países que firmaron un acuerdo el 25 de mayo de 1915 para fomentar la cooperación exterior, la no agresión y el arbitraje. El acuerdo fue una forma de contrarrestar la influencia estadounidense en la zona y establecer un equilibrio y mecanismos de consulta entre los tres países firmantes.
Aunque el tratado no fue oficial hasta que fue ratificado por Brasil, gran parte de la política exterior de los tres países entre 1915 y 1930 siguió la base de consultas e iniciativas mutuas, con lo que, en los hechos, era una suerte de «Pacto ABC».
El primer uso conocido de la frase «Potencias ABC» corresponde a 1914. Entre el 21 de abril y el 30 de junio de ese año, los integrantes del «Pacto ABC» se reunieron en Niagara Falls (Canadá) para mediar diplomáticamente a fin de evitar la guerra entre Estados Unidos y México tras el aumento de las tensiones por el incidente de Tampico y la ocupación estadounidense de Veracruz. En la conferencia, los Estados Unidos estuvo representado por Frederick W. Lehmann, exprocurador general de ese país, y por Joseph Rucker Lamar, juez asociado de la Corte Suprema estadounidense. Este hecho constituyó el antecedente para el acercamiento diplomático en la firma del «Pacto ABC».
El apelativo «Pacto ABC» ha sido usado por la prensa o en círculos diplomáticos cuando dichos países impulsan iniciativas de integración en América del Sur en común, cuando hay acuerdos o acciones oficiales en común en política exterior, o cuando existen gobiernos de similares características ideológicas y políticas en los tres países.

## Antecedentes: Río  Branco contra Zeballos

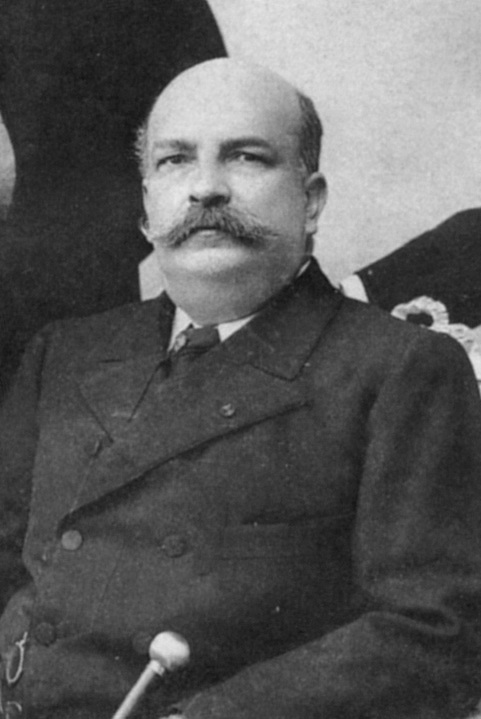
José Maria da Silva Paranhos Junior, barón de Río Branco.

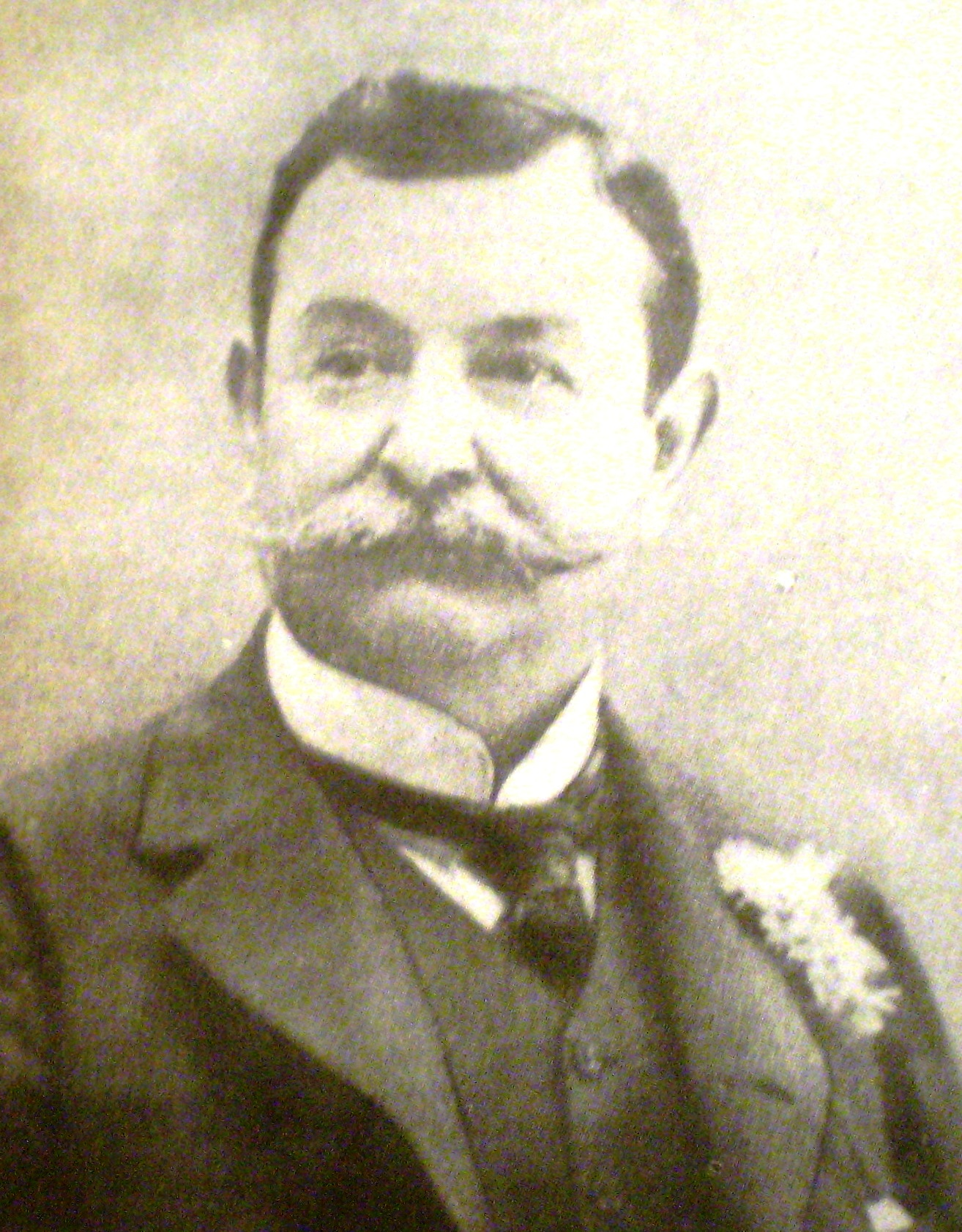
Estanislao Zeballos.

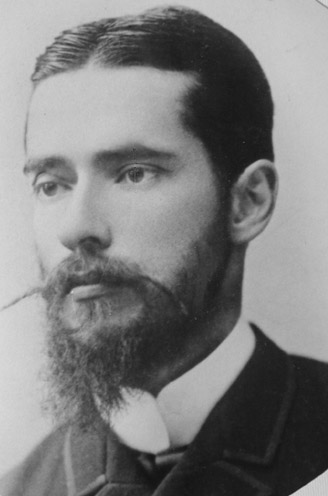
Federico Puga Borne.

La idea de una alianza estrecha entre Argentina, Brasil y Chile empezó a aparecer con fuerza hacia fines del siglo XIX y principios del XX. En 1899, el presidente argentino Julio Roca visitó Brasil, entrevistándose con el presidente Manuel Ferraz de Campos Sales. En su reunión, se discutió la posible formación de “una liga de tres naciones, a fin de defenderse de posibles agresiones”, entre Argentina, Brasil y Chile.
En 1902, Argentina y Chile firmaron los Pactos de Mayo, que pusieron fin a las tensiones bélicas entre ambas naciones, se estableció un tratado general de arbitraje, limitación de armamentos navales y un compromiso para cumplir con la sentencia arbitral británica que definiría los territorios en disputa por ambas naciones. El nuevo canciller brasileño, José Maria da Silva Paranhos Junior, Barón de Río Branco, se alarmó del acercamiento argentino-chileno y empezó a difundir rumores de un acuerdo secreto argentino-peruano.
En 1904, Río  Branco dirigió una carta al ministro argentino en Río de Janeiro, Manuel Gorostiaga, mostrándose favorable a crear una cordial inteligencia entre las tres naciones. En su concepción, Brasil actuaría como puente entre América Latina y Estados Unidos, teniendo el pacto como finalidad última evitar guerras y revoluciones internas en el resto de los países americanos.
En esa época, se desarrollaba una carrera armamentística naval desatada entre Argentina y Brasil por la compra de acorazados dreadnought. A Chile le disgustaba esta competencia porque le impedía tener una relación amistosa con ambos países y por temer que el eventual vencedor adquiriría un gran poder en Sudamérica a expensas de Chile. Ello le significó además la no renovación de la limitación de armamentos con Argentina y sumarse a esa carrera armamentística.
En 1906, Estanislao Zeballos reasumió como canciller argentino y realizó acciones para separar a Chile de Brasil. Invitó a Buenos Aires a Luis Montt, hermano del presidente chileno Pedro Montt, al que le entregó un memorándum que contenía ideas para una alianza defensiva argentino-chilena, un tratado de comercio y un acuerdo de mediación en que Argentina pretendía influir en la cuestión de Tacna y Arica. El presidente Montt instruyó a su hermano para que en la negociación se incluyera a Brasil, para que este tratado no se asemejara al tratado secreto entre Perú y Bolivia de 1873. Zeballos contestó que no tenía problema, pero que correspondía a Chile invitar a Río de Janeiro y solo una vez que Argentina y Chile hubieran suscrito la alianza.
El canciller chileno Federico Puga Borne respondió a su colega argentino con un memorándum que contenía las ideas de una alianza defensiva, tratado de comercio, arbitraje obligatorio, demarcación de fronteras e invitación de Chile al Brasil, sin perjuicio de continuar las conversaciones. Se desechó la mediación argentina en el litigio con el Perú. En conversación con el agente argentino en Santiago, Lorenzo Anadón, Puga le dijo que aceptaría proseguir en estas conversaciones aun si el Brasil decidiese no integrarlas. Ante tal situación, Río Branco se esforzó por hacer naufragar los esfuerzos. Informado de forma oficial de las negociaciones, sin rechazar el proyecto, propuso que este incluyera a México y a los Estados Unidos cuando afectaran intereses de todo el continente.
El 20 de octubre de 1907, Puga y Anadón firmaron un acta y un proyecto de tratado. Este consagraba la alianza defensiva, una discreta equivalencia naval, arbitraje y posibilidad de mediación en conflictos entre los aliados o entre estos y otros estados. Se acordó que fuese transmitida a Brasil para que sirviera de base a un acuerdo común.
La redacción final del tratado provocó un enfrentamiento entre Anadón y Zeballos, quien dijo que se había firmado sin la aprobación del gobierno. Por su parte, Río Branco comunicó al ministro chileno en Río, Francisco Javier Herboso, que Zeballos le había confidenciado a un amigo que buscaba separar a Chile de “su casi aliado el Brasil”. Enterado de esto, el presidente Montt ordenó dar a conocer al Brasil toda la negociación y términos del acta.
Zeballos reaccionó diciendo que Chile no debía informar a Brasil sin acuerdo de Argentina y que su país quedaba en libertad de acción. Posteriormente, regresó la calma y se convino en que los tres países acordasen un texto con la avenencia de Buenos Aires. Río  Branco movió entonces a sus aliados en Argentina para hundir el proyecto. El Senado argentino atacó duramente a Zeballos, negándose a aprobar los pactos mientras este fuese canciller. Zeballos debió renunciar a su cargo en junio de 1908 debido a una crisis ministerial.
Tras su renuncia, se dio a conocer un supuesto telegrama de Río Branco a su ministro en Santiago, en el que Brasil le prestaba apoyo a Chile en su disputa con Perú a cambio de que Chile apoyara a Brasil en su diferendo acerca del Río de la Plata. Río Branco rechazó la autenticidad del telegrama y presentó uno propio que dijo era el verdadero, en que se mostraba contrario al tratado pues creía que la opinión no estaba preparada en Buenos Aires para un acuerdo con el Brasil y lo consideró inconveniente mientras Zeballos fuese ministro.
En 1909, Puga Borne, designado ministro en varias naciones europeas, se detuvo en Río para obtener el apoyo del barón para una alianza o entente entre los tres países. Río Branco se mostró dispuesto a pactar una entente cordial, pero no una alianza. Se redactó un tratado de trece artículos, solicitando Río Branco que se le comunicase a Argentina solo después de que el Brasil lo aprobase. Argentina por su parte usó tácticas dilatorias, pues en vista del empeoramiento de la situación en la cuestión de Tacna y Arica, pretendió no celebrar acuerdos que agraviasen a Perú. Tras la resolución de los problemas limítrofes entre Brasil y Perú, Río Branco perdió interés en apoyar a Santiago en su disputa con Lima, intentando en cambio asumir como un rol de mediador, mediante la propuesta de la partija territorial.
Durante esos años, la estrategia de Brasil fue buscar un entendimiento con los Estados Unidos y Chile para detener el crecimiento de Argentina. Para la Argentina, su objetivo era aliarse con Chile para aislar a Brasil en Sudamérica. Por su parte, Chile buscaba una alianza que le mantuviera en igual posición que las otras dos potencias más grandes.

## Conferencia de Niagara Falls

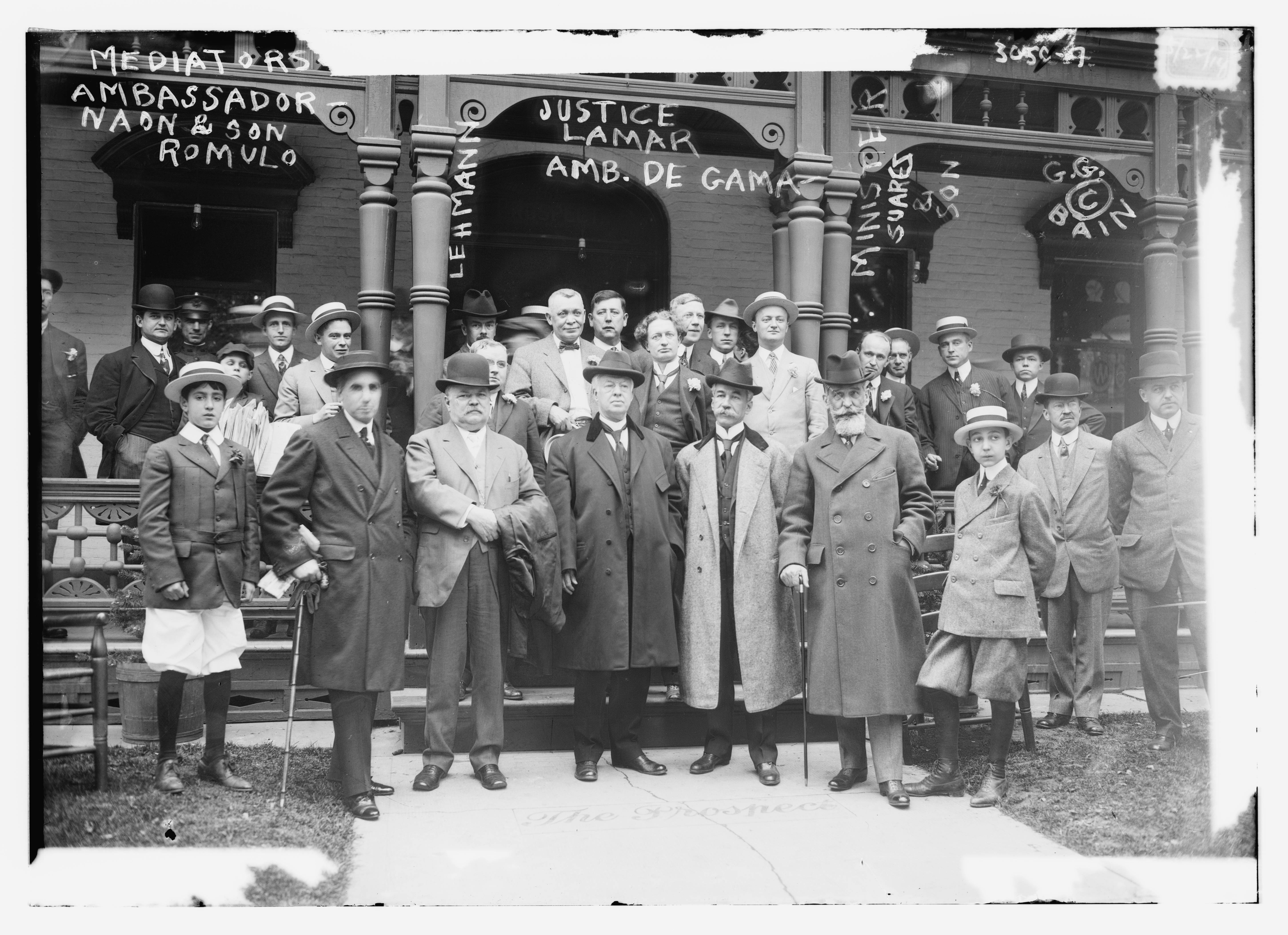
Mediadores en la Conferencia de Paz de Niagara Falls

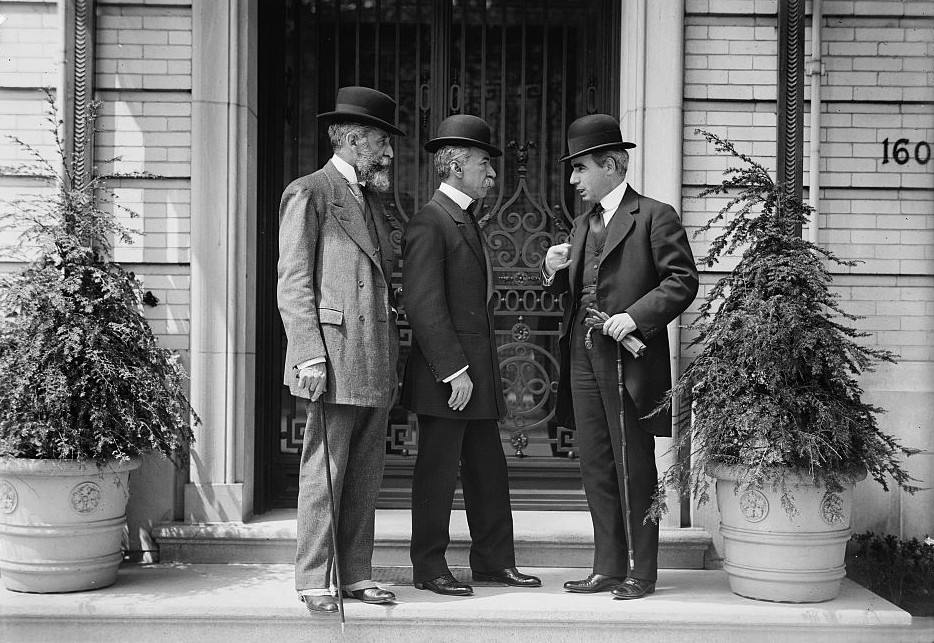
Eduardo Suárez Mujica, Domício da Gama y Romulo S. Naon en la Conferencia de Paz

En 1911 surgió la noticia de una posible alianza entre Colombia, Ecuador, Perú, Venezuela y Bolivia, a fin de resguardarse frente a un posible pacto ABC. Este garantizaría la integridad territorial de los signatarios, lo que alarmó a Chile por el asunto de Tacna  y Arica. Chile propuso nuevamente la idea de una inteligencia cordial con Argentina y Brasil, pero estos países desestimaron el entendimiento entre los países bolivarianos.
Cuando Río Branco murió en febrero de 1912, Chile intentó un nuevo acercamiento con su reemplazante, Lauro Müller. Sin embargo las discusiones se mantuvieron estancadas durante un año, ya que Argentina y Brasil estaban en competencia nuevamente, esta vez por influir en Paraguay, donde recientemente había ocurrido una revolución.
En 1913, el conflicto en el México revolucionario entre Victoriano Huerta y Venustiano Carranza acrecentó la intervención de Estados Unidos en la revolución. El presidente Woodrow Wilson pretendió mediar entre ambas partes, sobre la base de una nueva convocatoria a elecciones y el retiro de Huerta. En noviembre de 1913, el Departamento de Estado sugirió a Chile que en conjunto con Brasil y Argentina realizasen una insinuación colectiva para que Huerta renunciara a la presidencia. Esta iniciativa no alcanzó a obtener resultados concretos.
El desembarco de tropas estadounidenses en Veracruz  el 21 de abril de 1914 agravó la situación, la que podía derivar en una guerra internacional. El ministro de Chile en Washington, Eduardo Suárez Mujica, sin instrucciones de su gobierno, conversó con sus pares de Argentina y Brasil para obtener una mediación. Las cancillerías respectivas aceptaron la proposición y ofrecieron su mediación a los bandos en pugna el 25 de abril.
Las conferencias de paz se desarrollaron en Niagara Falls entre el 18 de mayo y el 12 de junio de 1914. Los constitucionalistas de Carranza rehusaron aceptar los buenos oficios del ABC y se mantuvieron al margen.
Se firmaron tres protocolos, por los cuales se establecía un gobierno provisional, el que proclamaría una amnistía a los extranjeros que hubiesen cometidos delitos políticos durante la guerra civil y negociaría la constitución de comisiones internacionales para el arreglo de las reclamaciones de extranjeros por sus perjuicios sufridos durante la guerra. Este gobierno sería reconocido por los Estados Unidos, quien no solicitaría indemnización ni satisfacción alguna.
Los protocolos no se refirieron en parte alguna al problema internacional que causó la mediación, y si bien se evitó una guerra internacional, las tropas estadounidenses se mantendrían por largo tiempo en territorio mexicano.

## Pacto ABC

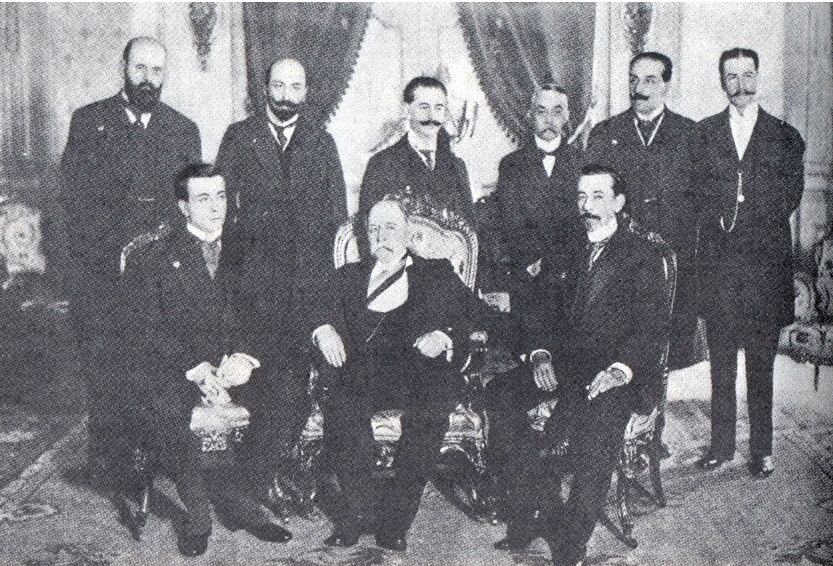
El presidente chileno Ramón Barros Luco acompañado por los cancilleres de los países del Pacto ABC.

En 1914 llegaron noticias a Chile sobre las dificultades económicas por las que atravesaba Brasil y la posibilidad de que no pudiese construir un tercer acorazado. El canciller Villegas decidió sondear a Argentina y a Brasil para concordar una entente en que cada país tuviese un acorazado. El ministro chileno en Río, Alfredo Irarrázaval Zañartu, insinuó ante Müller que se resistía a la limitación de armamentos, que Chile, por sus dificultades económicas, tendría que vender su acorazado, quedando Argentina en una condición muy ventajosa.
Consultado respecto a una posible entente cordial, Müller se mostró entusiasmado e inició con Irarrázaval la redacción de un proyecto que establecía una perpetua amistad y solidaridad entre las naciones y un sistema de arbitraje amplio e ilimitado para cuestiones nuevas. Hubo un cambio de canciller en Santiago y el nuevo titular, Alejandro Lira, consideró que Irarrázaval se había excedido en sus instrucciones pues se negoció una alianza defensiva que podría ser interpretada como contraria a los Estados Unidos. Tampoco le agradó el arbitraje ilimitado, prefiriendo los tratados de tipo Bryan. Se aceptó la firma de un tratado, pero con fórmulas más estrechas que las negociadas en Río. Argentina también mostró resistencias al arbitraje ilimitado, manifestando que esa fórmula no sería aprobada por su Congreso.
En vista de las diferencias, se decidió postergar la redacción definitiva del tratado hasta las reuniones que realizarían los cancilleres en Buenos Aires y Santiago en mayo de 1915.
El pacto ABC se firmó en Buenos Aires el 25 de mayo de 1915,  siendo en lo fundamental un sistema de resolución de controversias. El tratado abandonó las ideas de alianza, de ejercer una acción diplomática conjunta, las estipulaciones sobre el orden político interno y el arbitraje entre los países signatarios. Brasil y Chile ratificaron el tratado, pero no Argentina.
Aunque la ratificación del pacto siguió pendiente, los tres países intentaron actuar de conjunto en algunos asuntos concernientes al conflicto mundial. En 1914 Chile propuso crear una política común en relación con la permanencia de naves beligerantes en sus aguas, para limitar sus provisiones de carbón a lo estrictamente necesario para sus viajes, para evitar violaciones a la neutralidad. La proposición no prosperó por la recepción fría del Brasil. En 1915 Müller propuso que el ABC, junto con EE. UU., realizara una iniciativa de carácter humanitario, permitiendo la partida de prisioneros y detenidos de los campos de concentración para que se establecieran en América, iniciativa que se frustró porque Chile creyó que incomodaría a Estados Unidos, cuyas relaciones con Alemania estaban empeorando.
La discusión más importante se desarrolló alrededor de un plan del presidente Wilson para establecer un pacto de integridad territorial entre las naciones americanas. Wilson consultó a los países del ABC para proceder junto a ellos. La iniciativa contó en sus inicios con el respaldo argentino y brasileño, pero provocó una fuerte resistencia en Chile, que veía a la iniciativa como un peligro para su posición con respecto al problema de Tacna y Arica. Müller postergó constantemente las negociaciones, intentando convencer a Chile, presentando un contraproyecto que resguardase los derechos chilenos con respecto a las provincias del norte, pero todo quedó frustrado por el rechazo al proyecto mostrado en la Comisión de Relaciones Exteriores del Senado chileno. Posteriormente, Argentina, que desarrolló profundas desconfianzas contra Chile y Brasil por el desarrollo de las negociaciones, modificó parecer tras un cambio de gobierno y desestimó la propuesta.

## Guerra peruano-ecuatoriana
El 29 de enero de 1942, los países del «Pacto ABC» y los Estados Unidos fueron garantes del Protocolo de Río de Janeiro, diseñado para poner término al conflicto ecuatoriano-peruano sobre las fronteras de ambos países.